# クラウカラ
クラウカラ (フィンランド語: Klaukkala フィンランド語発音: [ˈklɑu̯kˈkɑlɑ]; スウェーデン語: Klövskog [ˈklø̂ːvskuːɡ], スウェーデン語発音: [ˈkløːvskuːɡ]) は、フィンランド、ウーシマー県のヌルミヤルヴィ市内の、ヴァルキヤルミ湖近くにある村。ヌルミヤルヴィ市内で最大の村であり、しばしば別の都市であると間違われる。2010年代に、クラウカラの都市圏(フィンランド語: taajama, スウェーデン語: tätort)はヘルシンキ都市圏の一部になった。
人口は18000人で、ヌルミヤルヴィで最も人口が増加している地域でもある。ヌルミヤルヴィの教会村を超えた1960年代から人口が増加しはじめた。970年代にはそれまでヌルミヤルヴィで最大であったラヤマキの人口を抜いた。当時、クラウカラの人口は2500人を超えていた。最近では、クラウカラの人口はウーシマー県の3つの町であるハンコ(8,386人)、カルッキラ(8,809人)、ロヴィーサ(14,873人)のどれよりも多い。特に子連れの家族を惹き寄せる、ヘルシンキ中心部から車で30分の距離がある田舎の村であるクラウカラには主にヘルシンキ大都市圏からの移住者が相当いる。不幸にも、急速な人口増加が原因となり、朝と午後の地域での問題を起こす交通渋滞で悪名高い村となった。
2000年代初頭には多くの一戸建て住宅がクラウカラに建設されたが、最大で4分の3の新築住宅がアパートや連棟式集合住宅、二戸建住宅に変わった。2018年、クラウカラに5階建アパート郡としてAs Oy Nurmijärven Kreiviというコネ製の Kone Residential Flow solutionを活用し、スマートフォンが家の鍵としての役割さえ持つ世界初のスマートハウスが建てられた。

## 原典
- Kalliola, Matti (2011). Ison kylän tarina: Klaukkalan kyläkirja. Klaukkalan kyläkirjatoimikunta. ISBN 978-952-92-8810-6